# Republikańska Partia Pracy i Sprawiedliwości
Republikańska Partia Pracy i Sprawiedliwości (biał. Рэспубліканская партыя працы і справядлівасці, Respublikanskaja partyja pracy i sprawiadliwasci, ros. Республиканская партия труда и справедливости, Riespublikanskaja partija truda i sprawiedliwosti) – proprezydencka i prorosyjska partia polityczna na Białorusi.

## Struktura i program
Przewodniczącym partii jest Aliaksandr Sciapanau, a organem kierowniczym – Rada Polityczna (Palitsawiet). Deklarowanym celem jest stworzenie społeczeństwa dobrobytu i sprawiedliwości socjalnej.
Partia w swoim programie opowiada się za wzmocnieniem i rozwojem stosunków związkowych z Federacją Rosyjską. W listopadzie 2004 roku opublikowana została Odezwa do narodu rosyjskiego, podpisana przez przewodniczących szeregu partii proprezydenckich, w tym Republikańskiej Partii Pracy i Sprawiedliwości. W dokumencie tym sygnatariusze jednoznacznie poparli integrację Białorusi i Rosji, w ostrych słowach krytykując Zachód i siły prozachodnie w kraju.
8 września 2004 roku przywódca partii wraz z liderami innych ugrupowań proprezydenckich w specjalnej odezwie poparł inicjatywę Alaksandra Łukaszenki, by zorganizować referendum na temat zniesienia ograniczenia liczby kadencji prezydenta.

## Historia
Partia została utworzona 26 czerwca 1993 roku, zarejestrowana 19 sierpnia 1993 roku. Pomyślnie przeszła obowiązkową ponowną rejestrację 18 czerwca 1999 roku. W wyborach parlamentarnych uzyskiwała następujące wyniki:
- wybory do Rady Najwyższej XIII kadencji (14 maja, 28 maja, 29 listopada, 10 grudnia 1995) – 1 mandat[6][7];
- wybory do Izby Reprezentantów II kadencji (15 i 29 października 2000) – 2 mandaty[8];
- wybory do Izby Reprezentantów III kadencji (17 października 2004) – nie wystawiła kandydatów[9][b].

## Oceny
Zdaniem białoruskiego historyka Ihara Lalkoua, ugrupowanie należy do tzw. partii-fantomów, których działalność ogranicza się do pracy ich liderów i pewnej szczątkowej aktywności w czasie kampanii wyborczych. We wszystkich aspektach życia społeczno-politycznego popiera ono stanowisko prezydenta Alaksandra Łukaszenki. Według działacza demokratycznego Alaksandra Piatkiewicza jest to jedna z „nadwornych partii”, które konsekwentnie popierają działania Łukaszenki, obsługują ideologiczne potrzebny reżimu. Jego zdaniem partia nie dąży do zdobycia władzy, a jej istnienie służy głównie przykryciu dyktatury.